# Ligne de Kouvola à Port de Kotka
La ligne de Kouvola à Port de Kotka (finnois : Kouvola–Kotkan satama), dite aussi ligne de Kotka (finnois : Kotkan rata), est une ligne de chemin de fer, à double voie électrifiée, du réseau de chemin de fer finlandais qui relie Kouvola à Kotka.

## Histoire
Entièrement électrifiée, la section de voie est longue de 52 kilomètres et a été achevée en 1890.
Le tronçon Kouvola–Juurikorpi est à deux voies.
Un service de train Lahti-Kouvola-Kotka fonctionne sur la section de la ligne tous les jours de la semaine, avec moins de trains de voyageurs les fins de semaine.
Les trains s'arrêtent à Myllykoski, Inkeroinen, Tavastila, Kymi, Kyminlinna, Paimenporti et Kotka.
Le premier train du matin vers Kouvola continue de Kouvola à Lahti.